# Stiebitz
Stiebitz, obersorbisch Sćijecyⓘ, ist eine Ortschaft mit etwa 500 Einwohnern in Ostsachsen und seit dem 1. Januar 1994 ein Ortsteil der Stadt Bautzen. Der Ortsteil liegt etwa zwei Kilometer westlich des Stadtzentrums, gliedert sich in die alten Dörfer Stiebitz und Rattwitz (Ratarjecy) und gehört zum offiziellen sorbischen Siedlungsgebiet in der Oberlausitz.
Durch den Ortsteil Stiebitz verläuft die Staatsstraße 111 nach Bischofswerda.

## Geschichte
Stiebitz war eines der alten Ratsdörfer von Bautzen. Es wurde 1242 erstmals als Herrensitz des Martinus von Stewicz erwähnt. Schon um 1500 gehörte die Ortsflur zum Wassereinzugsgebiet der Alten Wasserkunst. Sowohl die Alte Dresdener Straße als auch die 1820 fertiggestellte Neue Dresdener Straße führten durch den Ort. 1936 wurde Rattwitz eingemeindet.
Stiebitz war ab 1890 Abzweigpunkt der Bahnstrecke in das bis dahin wenig infrastrukturell erschlossene Gebiet nördlich von Bautzen. Hier wurden zu verschiedenen Zeiten moderne Stellwerke und Haltepunkte errichtet.
Im alten Rattwitzer Rittergut befand sich bis vor wenigen Jahren ein Altenheim, heute steht es leer. Zu Lebzeiten von Abraham von Nostitz ist bekannt, dass die Fronbauern vor ihrem brutalen Fronherren flohen, so dass das Gut zeitweilig verödete.

### Bevölkerung und Sprache
Für seine Statistik über die sorbische Bevölkerung in der Oberlausitz ermittelte Arnošt Muka in den achtziger Jahren des 19. Jahrhunderts eine Bevölkerungszahl von 96, darunter 70 Sorben (73 %) und 26 Deutsche. Der Sprachwechsel zum Deutschen erfolgte überwiegend im Zuge des sprunghaften Bevölkerungswachstums in der ersten Hälfte des 20. Jahrhunderts. Ernst Tschernik zählte 1956 in der Gemeinde Stiebitz einen sorbischsprachigen Bevölkerungsanteil von nur noch 6,7 %, darunter nur vier Jugendliche.